# Aéroport de Gelephu
L'aéroport de Gelephu (code IATA : GLU • code OACI : VQGP) est un aéroport domestique bhoutanais situé dans la ville de Gelephu. C'est un des quatre aéroports du pays, inauguré le 21 octobre 2012 et opérationnel depuis fin février 2013 avec une liaison vers Paro.

## Situation
| \| 30 km1:4 873 000 \| Thimphu Bathpalathang Yongphulla Gelephu |
| 30 km1:4 873 000                                                |

## Compagnies aériennes et destinations
| Compagnies | Destinations        |
| ---------- | ------------------- |
| Druk Air   | Bathpalathang, Paro |

Édité le 02/02/2019